# Liste d'écrivains éthiopiens
Cette liste d'écrivains éthiopiens, non exhaustive, à compléter, recense tous les écrivains réputés de l'époque moderne, ayant écrit ou publié dans une langue éthiopienne ou une langue étrangère, en Éthiopie ou en diaspora. Sont ainsi intégrés certains bi-nationaux revendiquant tout ou partie de leur attachement à l'Éthiopie. 

## Premières lettres de la dénomination

### A
- Ababa Haylemelekot (1980 ?)
- Abba Bahrey (1550,-1600c), moine, historien, ethnographe Zenahu Legalla (1593)
- Abe Gubegna ou Abbe Gubanna (1933-1980), romancier, dramaturge, አልወለድም (I Will Not Be Born, 1962), The Savage Girl (1964), Defiance (1975), ፓለቲካና ፓለቲከኞች (Politics and Politicians) (1976/77)
- Adekele Adeite (1980 ?), poète
- Afeworq Gebre Eyesus (1868-1947), linguiste, nouvelliste, romancier, Libb Walled Tarik (Rome, 1908)
- Agegnehu Engida (1905-1950), poète
- Aida Edemariam (en) (1970 ?), journaliste, exilée au Canada
- Alemayehu Fentaw Weldemariam (en) (1980-), analyste politique
- Alemayehu Gebrehiwot (1962-), poète, exilé en 2000, Etalem : Sebseb Getemoch (2006)
- Alemayehu Mogas (1922-), poète
- Alemtsehay Wodajo (1955-), poétesse, actrice, Marafiya Yattach Heywot (1996), Yemata Injera (2009)
- Alemu Tebeje Ayele (1980 ?), poète, journaliste, travailleur social, en exil à Londres
- Alem Hailu Gebre Kristos (1980 ?), poète
- Ali Birra (en) (Ali Mahammed, 1947-), chanteur, poète
- Amha Asfaw (1949-), émigré aux USA en 1974
- Amsalu Aklilu (en) (1929-201), lexicographe
- Asfa-Wossen Asserate (en) (1948-), consultant, analyste, essayiste
- Atnafseged Kidane[1] (1980 ?)
- Azeb Amha (en) (1950 ?), linguiste

### B
- Baalu Girma (en) (1939-1984), journaliste, romancier, Kadmas Bashager (Beyond the Horizon), Ye'hillina Dewel (The Bell of Conscience), Oromay (1983)
- Bakri Sapalo (en) (1895-1980), érudit, religieux, linguiste, poète
- Bahrey (1550c-1600c), voir Abba Nahrey
- Befeqadu Hailu (en) (1980-), blogueur, Children of their Parents (2013)
- Berhanu Zerihun (en) (1934-1987), journaliste, dramaturge, Hulet Yeemba Debdabewoch (1960)…
- Bewketu Seyoum (1970 ?), poète, nouvelliste, romancier, Nwari Alba Gojowoch (Unmanned Cottage) (2000)…
- Billene Seyoum (1982-), poétesse, auteure, politique, porte-parole, féministe
- Birhanu Zerihun (en) (1933-1987), journaliste, nouvelliste, romancier
- Briahna Joy Gray (sw) (1985-)

### D
- Daniachew Worku (en) (1936-1994) (Dagnatchäw Wärqu), romancier (en amharique et en anglais), Tekusat (1997), Säbatägnaw Mälak (1999), Mastawäsha (2001), Egrä Mängäd (2003), Seed and other short stories (2004), Les Nuits d'Addis-Abeba (2004)
- Demese Tsege (Demissie Tsige, 1970 ?)), journaliste, romancier, nouvelliste, Ye asenaqech debabe (Lettre d'Asenaqech), Metehat, Felega
- Dhoodaan (1941-2013), poète, somali
- Dinaw Mengestu (1978-), émigré aux États-Unis puis à Paris, Les belles choses que porte le ciel (2007), Tous nos noms

### E
- Eleni Gabre-Madhin (1964-), économiste
- Enbaqom (1470c-1565c), moine chrétien, dirigeant religieux
- Ephraim Isaac (en) (1936-), universitaire, spécialiste langues et civilisations éthiopiennes anciennes
- Eskinder Nega (1968-), journaliste, blogueur

### F
- Fekade Azeze (1950-), poète

### G
- Gabriella Ghermandi (1965-), auteure, chanteuse, performeuse, italo-éthiopienne
- Gebre Hanna (en) (1821-1902), poète, érudit, prédicateur,
- Gebrehiwot Baykedagn (en) (1886-1919), économiste, intellectuel
- Gebre Kristos Desta (en) (1932-1981), peintre, poète
- Gelanesh Haddis (1896-1986), enseignante, érudite, poétesse
- Georges de Sagla (1356-1425)
- Getinet Eneyew (1980 ?), poète
- Gibreab Teferi (en) (1915-1980), poète, dramaturge, activiste, Life Potion (1940)…
- Girmācchaw Takla Hāwāryāt (1920 ?)[2], dramaturge, Araya (1948–1949)

### H
- Habacuc : voir Enbaqom
- Haddis Alemayehu (1910-2003), romancier, politique, Fiqir iske meqabir (L’Amour jusqu’à la tombe, Addis-Abeba, 1966)[3], Ityopya min aynet astedader yaslelligatal ? (1974)
- Hama Tuma (1949-), (réside en France), nouvelliste, essayiste, romancier, Kedada Chereka, Why Don't They Eat Coltan ?(2010), The Homeless Prime Minister (2014)
- Heruy Welde Selassie (1878-1938), poète, essayiste, biographe, politique, Wadaje lebbe
- Hizkias Assefa (en) (1948-), médiateur international

### I
- Innānu Āggonāfir (Nagāsh Gabra Māryām), 1980 ?)

### K
- Kidist Bayelegne (1980 ?), écrivaine, réalisatrice
- Kebede Mikael (1914-1998), poète, dramaturge, essayiste
- Kebede Bekere (1970-)
- Kebedech Tekleab (en) (1958-), peintre, sculpteur, poète
- Korra Garra (en) (1970 ?), agronome, linguiste, écrivain (en konso)

### L
- Lena Bezawork Grönlund (1975-) (émigrée en Suède, puis aux USA), New-Generation African Poets : A Chapbook Box Set, Slag (2017)
- Liyou Libsekal (1990-), poétesse, nouvelliste,

### M
- Maaza Mengiste (1971-)[4], émigrée aux États-Unis, romancière, essayiste, Beneath the Lion's Gaze (2010, Sous le regard du lion), The Shadow King (2019), Addis Ababa Noir (2020)
- Makonnen Wodajeneh (1950 ?), journaliste, poète
- Mammo Wudneh (1931-2012), journaliste, dramaturge
- Martha Nasibu (sw) (1931-), artiste peintre, poétesse, en France, Memorie di una principessa etiope (2005)
- Mary Tadesse (1910 ?), My Life, My Ethiopia (2021)
- Mehret Mandefro (1977-), anthropologue, réalisateur, producteur
- Mekdes Jemberu (1970 ?), poète, Muga (2008), Enbassel (2016)
- Meklit Hadero (1975 ?), autrice-compositrice-interprète, émigrée aux États-Unis
- Mekonnen Endelkachew (1890-1963), politique, romancier, dramaturge, Yayne Abäba (en) (1945)
- Mengistu Lemma (1924-1988), dramaturge, poète, Telfo Be Kissie, Yalacha Gabicha, Tsere Colonialist, Bale Kaba Ena Bale Daba
- Merid Wolde Aregay (en) (1934-2008), érudit, historien
- Meron Getnet (1980 ?-), actrice, journaliste, poétesse
- Mesfin Woldemariam (en) (1930-2020), universitaire, défenseur des droits humains
- Michael Daniel Ambatchew (en) (1967-2012)[5], littérature jeunesse, Tales of Abuna Aregawi (1999), Orange (2007), Devinettes (2007)
- Mikrit Kebede (1970 ?), poète
- Misrak Terefe (1980 ?)[6], poétesse
- Moges Kebede (1970 ?-), journaliste, éditeur, écrivain
- Mohamed Hikam Sheikh Abdirahman (en) (1920c-2014), érudit islamique, somali, politique, réformateur, poète

### N
- Nebila Abdulmelik (1987-), auteure, féministe
- Nebiy Mekonnen (en) (1950 ?), poète, journaliste, traducteur, éditeur, politique
- Nega Mezlekia (1958-), émigré au Canada, Notes from the Hyena's Belly (Dans le ventre d'une hyène) (2000), The God Who Begat a Jackal (Le Dieu qui engendra un chacal) (2002), The Unfortunate Marriage of Azeb Yitades (Le mariage malheureux d'Azeb Yitades) (2006)

### O
- Omri Teg`Amlak Avera (1980 ?-), romancier, Asteraï

### S
- Sahle Sellassie (1936-), nouvelliste, romancier, traducteur, Shinega's Village (1964), Let Youth Judge It (1967), The Afersata (1969), Warrior King (1974), Firebrands (1979), Punish Him (1983)...
- Salomon Deressa (1937-2017)[7], poète* Sebhat Gebre Egziabhér (1936-2012), romancier, Les Nuits d'Addis-Abeba
- Seifu Metaferia, poète
- Selamawi Asgedom (en) (1976-), tigréen, auteur, porte-parole, réfugié
- Senedu Gebru (1916-2009), enseignante, auteur, politique
- Seyfu Mattefarya (1933-2021), poète
- Shantam Shubissa (en) (1949-), chanteur, compositeur, poète, oromo

### T
- Tadesse Liban (1925 ?), Maskaram (1956..)
- Taddele Gebre-Heywot (1970 ?), poète
- Taddesse Tamrat (1935-2013), historien, érudit
- Tadesse Liban (1910-?)
- Tagel Seifu (1980-), poète, nouvelliste, Fiker (Love), Kefown Atinkut (Do not touch the beehive), Yesedom Fitsame (The end of Sodom)
- Tekle Hawariat Tekle Mariyam (en) (1884-1977), intellectuel, japonisant, politique
- Tekle Tsodeq Makuria (1930 ? – 1990 ?), romancier
- Tèssèma Eshèté (1876-1964)
- Tesfaye Gessesse (en) (1937-2020), acteur, comédien, homme de théâtre
- Tesfaye Sahlu (en) (1923-2017), comédien, dramaturge, auteur enfance
- Tigist Selam (1980 ?), germano-éthiopienne
- Tsegaye Gabre-Medhin (1936-2006), dramaturge, romancier, essayiste, poète, parolier, Oda Oak Oracle (1965), Collision of Altars (1977)
- Tsehay Melaku (1952-), poétesse, nouvelliste, Qusa (1989), Anguz, Bes Rahel (1996), Em’minete (2002), Yesimet Tikusat (2002), Ye Petros Wazema (2005)

### W
- Walda Heywat (en) (1580 ?-1650 ?), philosophe
- Wolde Giyorgis Wolde Yohannes (1901-1976), politique, poète

### Y
- Yaqob Beyene (1936-), professeur, érudit, bibliothécaire, traducteur
- Yemodish Bekele (en) (1960-), journaliste, poétesse, nouvelliste, romancière, Abyotawi Gitmoch (Revolutionary Poems) (1979), Ebdwa Beletech (Mud is Better), Fiker Yetamacho Nefsoch (Life Wants Love), Waginos (Healing Medicine), Azurit (Turbulence) (2012), Nawazhu Mehur (Educated but crazy) (2012)
- Yilma Deressa (en) (1907-1979), politique, diplomate, écrivain
- Yoftahe Negusse (?-2011)
- Yosef Ben-Jochannan (en) (1918-2015), historien, américano-éthiopien, African Origins of Major Western Religions (1991)…

### Z
- Zelalem Kibret (en) (1980 ?), activiste, blogueur, émigré aux USA
- Zera Yacob (Zara Yacoub, Zera Yakobu) (1599-1692), philosophe
- Zewdu Milikit (1958-)[8], universitaire, poète
- Zewde Gebre-Sellassie (en) (1926-2008), historien, politique, écrivain

## Ordre chronologique

### avant 1800
- Georges de Sagla (1356-1425)
- Enbaqom (1470c-1565c), moine chrétien, dirigeant religieux
- Abba Bahrey (1550,-1600c), moine, historien, ethnographe Zenahu Legalla (1593)
- Walda Heywat (en) (1580 ?-1650 ?), philosophe
- Zera Yacob (Zara Yacoub, Zera Yakobu) (1599-1692), philosophe

### 1800
- Gebre Hanna (en) (1821-1902), poète, érudit, prédicateur,
- Afeworq Gebre Eyesus (1868-1947), linguiste, nouvelliste, romancier, Libb Walled Tarik (Rome, 1908)
- Tèssèma Eshèté (1876-1964)
- Heruy Welde Selassie (1878-1938), poète, essayiste, biographe, politique, Wadaje lebbe
- Tekle Hawariat Tekle Mariyam (en) (1884-1977), intellectuel, japonisant, politique
- Gebrehiwot Baykedagn (en) (1886-1919), économiste, intellectuel

- Mekonnen Endelkachew (1890-1963), politique, romancier, dramaturge, Yayne Abäba (en) (1945)
- Bakri Sapalo (en) (1895-1980), érudit, religieux, linguiste, poète
- Gelanesh Haddis (1896-1986), enseignante, érudite, poétesse

### 1900
- Wolde Giyorgis Wolde Yohannes (1901-1976), politique, poète
- Agegnehu Engida (1905-1950), poète
- Yilma Deressa (en) (1907-1979), politique, diplomate, écrivain

### 1910
- Haddis Alemayehu (1910-2003), romancier, politique, Fiqir iske meqabir (L’Amour jusqu’à la tombe, Addis-Abeba, 1966)[3], Ityopya min aynet astedader yaslelligatal ? (1974)
- Mary Tadesse (1910 ?), My Life, My Ethiopia (2021)
- Tadesse Liban (1910-?)
- Kebede Mikael (1914-1998), poète, dramaturge, essayiste
- Gibreab Teferi (en) (1915-1980), poète, dramaturge, activiste, Life Potion (1940)…
- Senedu Gebru (1916-2009), enseignante, auteur, politique
- Yosef Ben-Jochannan (en) (1918-2015), historien, américano-éthiopien, African Origins of Major Western Religions (1991)…

### 1920
- Girmācchaw Takla Hāwāryāt (1920 ?)[2], dramaturge, Araya (1948–1949)
- Mohamed Hikam Sheikh Abdirahman (en) (1920c-2014), érudit islamique, somali, politique, réformateur, poète
- Yoftahe Negusse (1920 ?-2011)
- Alemayehu Mogas (1922-), poète
- Tesfaye Sahlu (en) (1923-2017), comédien, dramaturge, auteur enfance
- Mengistu Lemma (1924-1988), dramaturge, poète, Telfo Be Kissie, Yalacha Gabicha, Tsere Colonialist, Bale Kaba Ena Bale Daba
- Tadesse Liban (1925 ?), Maskaram (1956..)

- Zewde Gebre-Sellassie (en) (1926-2008), historien, politique, écrivain
- Amsalu Aklilu (en) (1929-201), lexicographe

### 1930
- Mesfin Woldemariam (en) (1930-2020), universitaire, défenseur des droits humains
- Tekle Tsodeq Makuria (1930 ? – 1990 ?), romancier
- Mammo Wudneh (1931-2012), journaliste, dramaturge
- Martha Nasibu (sw) (1931-), artiste peintre, poétesse, en France, Memorie di una principessa etiope (2005)
- Gebre Kristos Desta (en) (1932-1981), peintre, poète
- Abbe Gubanna (1933-1980), romancier, dramaturge, አልወለድም (I Will Not Be Born, 1962), The Savage Girl (1964), Defiance (1975), ፓለቲካና ፓለቲከኞች (Politics and Politicians) (1976/77)
- Birhanu Zerihun (en) (1933-1987), journaliste, nouvelliste, romancier
- Seyfu Mattefarya (1933-2021), poète
- Berhanu Zerihun (en) (1934-1987), journaliste, dramaturge, Hulet Yeemba Debdabewoch (1960)…
- Merid Wolde Aregay (en) (1934-2008), érudit, historien
- Taddesse Tamrat (1935-2013), historien, érudit
- Daniachew Worku (en) (1936-1994) (Dagnatchäw Wärqu), romancier (en amharique et en anglais), Tekusat (1997), Säbatägnaw Mälak (1999), Mastawäsha (2001), Egrä Mängäd (2003), Seed and other short stories (2004), Les Nuits d'Addis-Abeba (2004)
- Ephraim Isaac (en) (1936-), universitaire, spécialiste langues et civilisations éthiopiennes anciennes
- Sahle Sellassie (1936-), nouvelliste, romancier, traducteur, Shinega's Village (1964), Let Youth Judge It (1967), The Afersata (1969), Warrior King (1974), Firebrands (1979), Punish Him (1983)...
- Tsegaye Gabre-Medhin (1936-2006), dramaturge, romancier, essayiste, poète, parolier, Oda Oak Oracle (1965), Collision of Altars (1977)
- Yaqob Beyene (1936-), professeur, érudit, bibliothécaire, traducteur
- Sebhat Gebre Egziabhér (1936-2012), romancier, Les Nuits d'Addis-Abeba
- Salomon Deressa (1937-2017)[7], poète
- Tesfaye Gessesse (en) (1937-2020), acteur, comédien, homme de théâtre
- Baalu Girma (en) (1939-1984), journaliste, romancier, Kadmas Bashager (Beyond the Horizon), Ye'hillina Dewel (The Bell of Conscience), Oromay (1983)

### 1940
- Dhoodaan (1941-2013), poète, somali
- Ali Birra (en) (Ali Mahammed, 1947-), chanteur, poète
- Asfa-Wossen Asserate (en) (1948-), consultant, analyste, essayiste
- Hizkias Assefa (en) (1948-), médiateur international
- Amha Asfaw (1949-), émigré aux USA en 1974
- Hama Tuma (1949-), (réside en France), nouvelliste, essayiste, romancier, Kedada Chereka, Why Don't They Eat Coltan ?(2010), The Homeless Prime Minister (2014)
- Shantam Shubissa (en) (1949-), chanteur, compositeur, poète, oromo

### 1950
- Azeb Amha (en) (1950 ?), linguiste
- Fekade Azeze (1950-), poète
- Makonnen Wodajeneh (1950 ?), journaliste, poète
- Nebiy Mekonnen (en) (1950 ?), poète, journaliste, traducteur, éditeur, politique
- Tsehay Melaku (1952-), poétesse, nouvelliste, Qusa (1989), Anguz, Bes Rahel (1996), Em’minete (2002), Yesimet Tikusat (2002), Ye Petros Wazema (2005)
- Alemtsehay Wodajo (1955-), poétesse, actrice, Marafiya Yattach Heywot (1996), Yemata Injera (2009)
- Kebedech Tekleab (en) (1958-), peintre, sculpteur, poète
- Nega Mezlekia (1958-), émigré au Canada, Notes from the Hyena's Belly (Dans le ventre d'une hyène) (2000), The God Who Begat a Jackal (Le Dieu qui engendra un chacal) (2002), The Unfortunate Marriage of Azeb Yitades (Le mariage malheureux d'Azeb Yitades) (2006)
- Zewdu Milikit (1958-)[8], universitaire, poète

### 1960
- Yemodish Bekele (en) (1960-), journaliste, poétesse, nouvelliste, romancière, Abyotawi Gitmoch (Revolutionary Poems) (1979), Ebdwa Beletech (Mud is Better), Fiker Yetamacho Nefsoch (Life Wants Love), Waginos (Healing Medicine), Azurit (Turbulence) (2012), Nawazhu Mehur (Educated but crazy) (2012)
- Alemayehu Gebrehiwot (1962-), poète, exilé en 2000, Etalem : Sebseb Getemoch (2006)
- Eleni Gabre-Madhin (1964-), économiste
- Gabriella Ghermandi (1965-), auteure, chanteuse, performeuse, italo-éthiopienne
- Michael Daniel Ambatchew (en) (1967-2012)[5], littérature jeunesse, Tales of Abuna Aregawi (1999), Orange (2007), Devinettes (2007)
- Eskinder Nega (1968-), journaliste, blogueur

### 1970
- Aida Edemariam (en) (1970 ?), journaliste, exilée au Canada
- Bewketu Seyoum (1970 ?), poète, nouvelliste, romancier, Nwari Alba Gojowoch (Unmanned Cottage) (2000)…
- Demese Tsege (Demissie Tsige, 1970 ?)), journaliste, romancier, nouvelliste, Ye asenaqech debabe (Lettre d'Asenaqech), Metehat, Felega
- Kebede Bekere (1970-)
- Korra Garra (en) (1970 ?), agronome, linguiste, écrivain (en konso)
- Mekdes Jemberu (1970 ?), poète, Muga (2008), Enbassel (2016)
- Mikrit Kebede (1970 ?), poète
- Moges Kebede (1970 ?-), journaliste, éditeur, écrivain
- Taddele Gebre-Heywot (1970 ?), poète
- Maaza Mengiste (1971-), émigrée aux États-Unis, romancière, essayiste, Beneath the Lion's Gaze (2010, Sous le regard du lion), The Shadow King (2019), Addis Ababa Noir (2020)
- Lena Bezawork Grönlund (1975-) (émigrée en Suède, puis aux USA), New-Generation African Poets : A Chapbook Box Set, Slag (2017)
- Meklit Hadero (1975 ?), autrice-compositrice-interprète, émigrée aux États-Unis
- Selamawi Asgedom (en) (1976-), tigréen, auteur, porte-parole, réfugié
- Mehret Mandefro (1977-), anthropologue, réalisateur, producteur
- Dinaw Mengestu (1978-), émigré aux États-Unis puis à Paris, Les belles choses que porte le ciel (2007), Tous nos noms

### 1980
- Ababa Haylemelekot (1980 ?)
- Adekele Adeite (1980 ?), poète
- Alemayehu Fentaw Weldemariam (en) (1980-), analyste politique
- Alemu Tebeje Ayele (1980 ?), poète, journaliste, travailleur social, en exil à Londres
- Alem Hailu Gebre Kristos (1980 ?), poète
- Atnafseged Kidane[1] (1980 ?)
- Befeqadu Hailu (en) (1980-), blogueur, Children of their Parents (2013)
- Getinet Eneyew (1980 ?), poète
- Innānu Āggonāfir (Nagāsh Gabra Māryām), 1980 ?)
- Kidist Bayelegne (1980 ?), écrivaine, réalisatrice
- Meron Getnet (1980 ?-), actrice, journaliste, poétesse
- Misrak Terefe (1980 ?)[6], poétesse
- Omri Teg`Amlak Avera (1980 ?-), romancier, Asteraï
- Tagel Seifu (1980-), poète, nouvelliste, Fiker (Love), Kefown Atinkut (Do not touch the beehive), Yesedom Fitsame (The end of Sodom)
- Tigist Selam (1980 ?), germano-éthiopienne
- Zelalem Kibret (en) (1980 ?), activiste, blogueur, émigré aux USA
- Billene Seyoum (1982-), poétesse, auteure, politique, porte-parole, féministe
- Briahna Joy Gray (en) (1985-), juriste, consultante politique, éthio-américaine
- Nebila Abdulmelik (1987-), auteure, féministe

### 1990
- Liyou Libsekal (1990-), poétesse, nouvelliste